# فورت لنگلی
فورت لنگلی (به انگلیسی: Fort Langley) یک منطقهٔ مسکونی در کانادا است که در مترو ونکوور واقع شده‌است. فورت لنگلی ۳٬۴۰۰ نفر جمعیت دارد.